# Minecraft (film)
Minecraft este un film de comedie-aventură regizat de Jared Hess și scris de Chris Bowman și Hubbel Palmer, bazat pe jocul video Minecraft din 2011 dezvoltat de Mojang Studios. Filmul îi are în distribuție pe Jack Black, Jason Momoa, Emma Myers, Danielle Brooks, Sebastian Eugene Hansen și Jennifer Coolidge.
Filmul a fost lansat în cinematografe în Statele Unite pe 4 aprilie 2025. În România, filmul este disponibil pentru vizionare de pe data de 2 aprilie 2025, ca avanpremieră. Vocea lui Gareth în română este redată de Ștefan Stan.